# Franz Stöckli
Franz Stöckli es un deportista suizo que compitió en bobsleigh en la modalidad cuádruple. Ganó dos medallas de bronce en el Campeonato Mundial de Bobsleigh, en los años 1950 y 1951.

## Palmarés internacional
| Campeonato Mundial | Campeonato Mundial         | Campeonato Mundial | Campeonato Mundial |
| Año                | Lugar                      | Medalla            | Prueba             |
| ------------------ | -------------------------- | ------------------ | ------------------ |
| 1950               | Cortina d'Ampezzo (Italia) | Medalla de bronce  | Cuádruple          |
| 1951               | Alpe d'Huez (Francia)      | Medalla de bronce  | Cuádruple          |